# Peripatopsidae
Famille
Les péripatopsidés (Peripatopsidae) forment l'une des deux familles de l'embranchement des onychophores.

## Liste des genres
Selon ITIS (24 juil. 2010) :
- genre Acanthokara Reid, 1996
- genre Aethrikos Reid, 1996
- genre Aktinothele Reid, 1996
- genre Anoplokaros Reid, 1996
- genre Austroperipatus Baehr, 1977
- genre Baeothele Reid, 1996
- genre Centorumis Reid, 1996
- genre Cephalofovea Ruhberg, Tait, Briscoe & Storch, 1988
- genre Critolaus Reid, 1996
- genre Dactylothele Reid, 1996
- genre Dystactotylos Reid, 1996
- genre Euperipatoides Ruhberg, 1985
- genre Florelliceps Tait & Norman, 2001
- genre Hylonomoipos Reid, 1996
- genre Konothele Reid, 1996
- genre Kumbadjena Reid, 2002
- genre Lathropatus Reid, 2000
- genre Leuropezos Reid, 1996
- genre Mantonipatus Ruhberg, 1985
- genre Metaperipatus Clark, 1913
- genre Minyplanetes Reid, 1996
- genre Nodocapitus Reid, 1996
- genre Occiperipatoides Ruhberg, 1985
- genre Ooperipatellus Ruhberg, 1985
- genre Ooperipatus Dendy, 1900
- genre Opisthopatus Purcell, 1899
- genre Paraperipatus Willey, 1898
- genre Paropisthopatus Ruhberg, 1985
- genre Peripatoides Pocock, 1894
- genre Peripatopsis Pocock, 1894
- genre Phallocephale Reid, 1996
- genre Planipapillus Reid, 1996
- genre Regimitra Reid, 1996
- genre Ruhbergia Reid, 1996
- genre Sphenoparme Reid, 1996
- genre Tasmanipatus Ruhberg, Mesibov, Briscoe & Tait, 1991
- genre Tetrameraden Reid, 1996
- genre Vescerro Reid, 1996
- genre Wambalana Reid, 1996

## Publication originale
- Bouvier, 1907 : Monographie des Onychophores. Annales des Sciences Naturelles, Zoologie et Biologie Animale,ser. 9, vol. 2, p. 1-383.

## Répartition

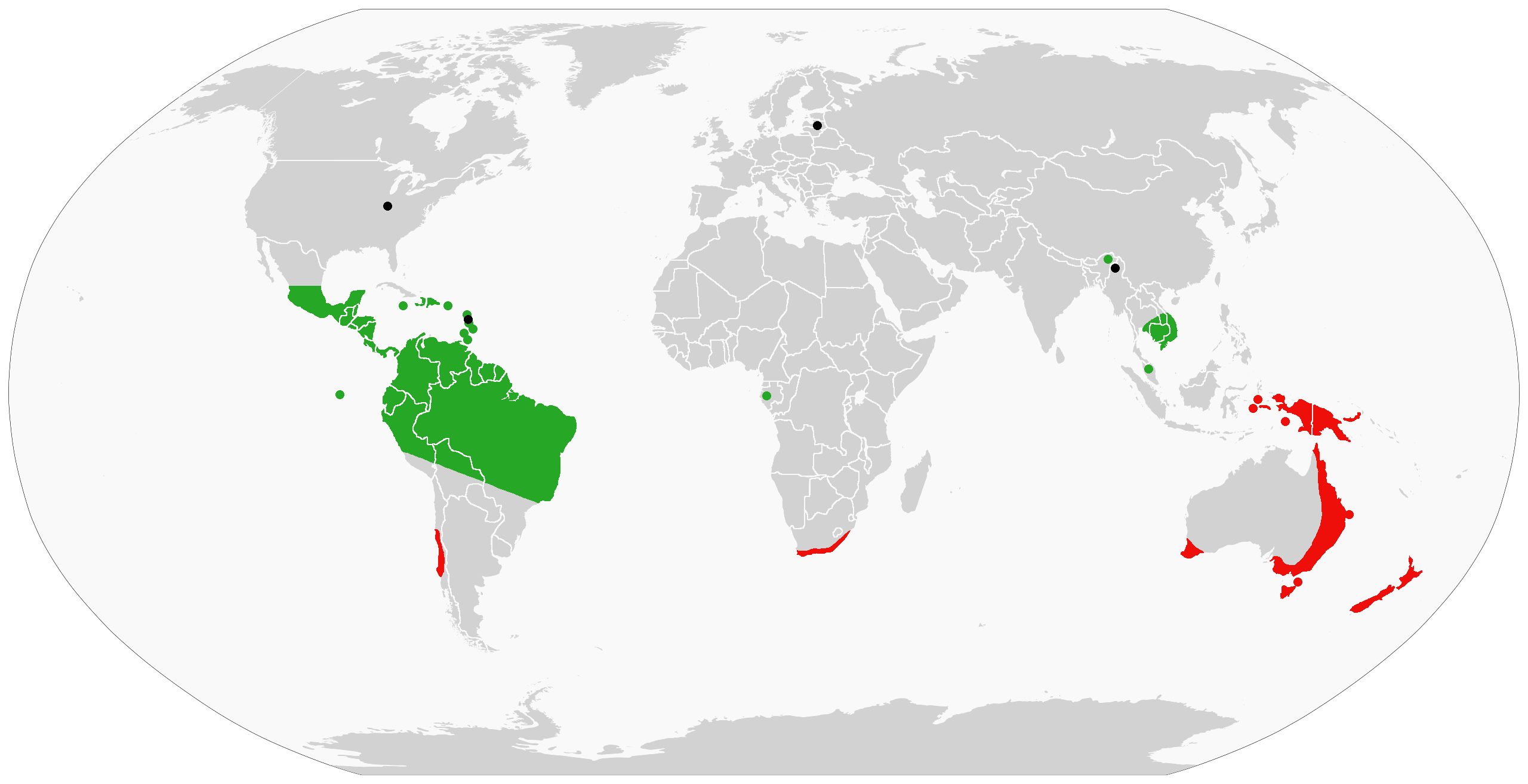
famille des Peripatopsidae
famille des Peripatidae